# Leiterhöhle
Die Leiterhöhle bei Deutschfeistritz befindet sich in 489 m ü. A. im Kugelstein nördlich des Hauptortes von Deutschfeistritz, Steiermark in Österreich.

## Lage
Die Leiterhöhle befindet sich am nordöstlichen Hang des Kugelsteins etwas unterhalb der Hochflächenkante sowie etwas nördlich der Kugelsteinhöhle III. Der Zugang zur Höhle ist über ein aus südwestlicher Richtung kommenden Felsband oder über eine etwa 5 Meter lange Leiter möglich.

## Beschreibung
Die rund 24 Meter lange Leiterhöhle hat einen 3,7 Meter breiten und 2 Meter hohen Eingang. Der ansteigende Vorraum der Höhle ist nach Südwesten gerichtet. Im Norden schließt ein Erosionsgang an den Vorraum an, welcher sich nach kurzer Zeit in zwei voneinander getrennte Gänge aufteilt. Der rechte Gang verläuft in nordöstlicher Richtung und endet in einer zweiten Tagesöffnung. Der linke, stark ansteigende Gang verläuft in südwestliche Richtung und endet knapp unterhalb des Waldbodens der Hochfläche.
Der Höhlenboden besteht zu großen Teilen aus trockenem Höhlenlehm. Im hinteren, höher gelegenen Teil der Leiterhöhle findet man Sinter- und Tropfsteinschmuck.

## Fauna
In der Höhle findet sich eine vielfältige troglophile Fauna mit Spinnen und Höhlenheuschrecken.